# Kosta Janev
Kosta Georgiev Janev (in bulgaro Коста Георгиев Янев?; Burgas, 21 febbraio 1983) è un calciatore bulgaro, centrocampista dello Sliven.

## Carriera

### Club
Durante la sua carriera ha giocato con varie squadre di club, tra cui il CSKA Sofia, in cui si è trasferito nel 2009.

### Nazionale
Conta 3 presenze con la nazionale bulgara.

## Palmarès

### Club

#### Competizioni nazionali
- Supercoppa di Bulgaria: 1

CSKA Sofia: 2011
- B Profesionalna Futbolna Grupa: 1

Čern. Burgas: 2006-2007